# Jules Goüin (1789-1868)
Ne doit pas être confondu avec Jules Goüin.
Pour les autres membres de la famille, voir Famille Goüin.
Jules Goüin est un banquier nantais, né à Tours le 26 octobre 1789 et mort à Paris (8e) le 30 avril 1868.

## Biographie
Jules Goüin naît au sein d'une famille de banquiers tourangeaux. Son père Henri Jacques Goüin-Moisant, qui dirige la banque familiale, devient maire de Tours puis député royaliste d'Indre-et-Loire sous la Restauration. Baptisé en l'église Saint-Saturnin de Tours, il a pour parrain son grand-oncle Pierre-Bonaventure Goüin de La Boissière et pour marraine sa grand-mère Michelle Quentin-Moisant (de la Mettrie).
L'aîné des fils, Henri (1782-1861), reprenant la tête de la banque familiale à Tours, Jules Goüin et son frère Édouard (1789-1868) décident de s'installer tôt à Nantes et y créent alors un établissement bancaire et d'escompte, Ed. et J. Goüin (Gouin frères), qui devient l'un des principaux de la place de Nantes pour le commerce sur la France et l'étranger. Ils constituent l'appui financier de Thomas Dobrée au sein des Forges de Basse-Indre, lui assurant un rôle central dans la société, étant le seul des associés à avoir des fonds importants et surtout du crédit. Après le décès de celui-ci, les frères Goüin se rapprochent d'Adolphe Lebaudy, dont ils deviennent l'un des associés en affaires, et qui devient par cet intermédiaire le nouveau propriétaire des forges en 1836. Ils se donnent également dans l'assurance, en tant qu'assureurs maritimes, notamment pour le compte des Dobrée, mais également en assurance-vie.
En 1824, il épouse Elisa Dumoustier, fille du négociant Gabriel Dumoustier (1767-1837) et de Louise Meinert. Son beau-père était le frère du général-comte Pierre Dumoustier et de Mmes Pierre-Jacques-Samuel Chatry-Lafosse et Ferdinand Berthoud, sa belle-mère une nièce d'Antoine-Élie Peyrusset. Jules Goüin eut deux filles, Amélie (1825-1895), épouse de Gaston Fournat de Brézenaud, maire de Quintenas et conseiller général de l'Ardèche, et Laure (1826-1892), présidente de l'Association protestante de bienfaisance de Paris de 1871 à 1892 et épouse de Jules Gallay.

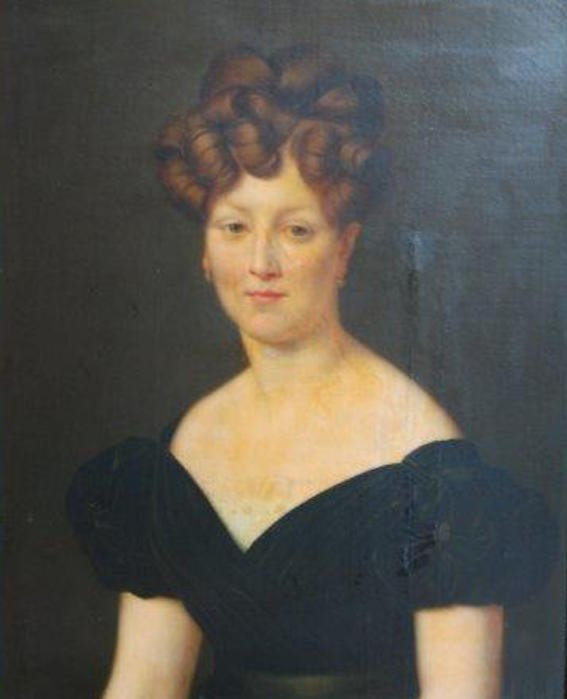
Portrait de Mme Goüin, née Elisa Dumoustier.
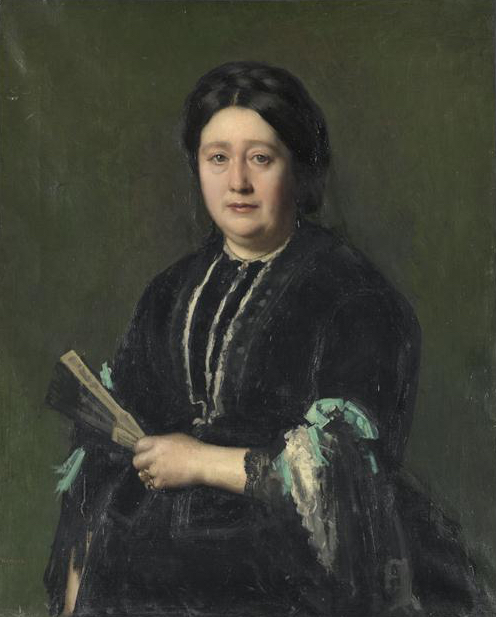
Portrait de Mme Jules Gallay, née Laure Goüin.

Conseiller municipal de 1830 à 1846 (sous les municipalités Soubzmain et Favre), il préside le tribunal de commerce de Nantes de 1835 à 1837 et la Chambre de commerce de Nantes, et est membre du Conseil général du commerce. En 1836, alors que le gouvernement prépare cinq projets de chemins de fer (Paris-Rouen, Paris-Orléans, Paris-frontière belge, Lyon-Marseille et Mulhouse-Thann), desquels la ville de Nantes n'est pas, il fait partie de la délégation de trois membres, avec le maire Ferdinand Favre et Adolphe Billault, chargée de convaincre le roi d'accorder à Nantes une ligne de chemin de fer, mais ils n'obtiennent que la promesse du prolongement de la ligne de Paris à Orléans jusqu'à Nantes.
Président de la Société des beaux-arts de Nantes, il est à l'initiative de l'organisation d'une exposition inédite de peinture et de sculpture à Nantes en 1836 et en est vice-président de la commission d'organisation. Il fait également partie de la commission de l'Exposition des produits de l'industrie et des arts en 1837.
Il est le parrain d'une des huit cloches de la cathédrale de Nantes, au nom du haut commerce.
Il est décoré de la Légion d'honneur en 1846.
Cette même année, Jules Goüin se retire, au profit de ses neveux, de la Banque Goüin, caisse de Nantes, qui augmente alors son capital et se transforme en Banque Goüin père, fils et Cie. La faillite de la caisse Goüin de Nantes en 1867 constituera alors le plus grand sinistre financier qui ait jamais frappé la place de Nantes, avec un passif évalué à environ 6 000 000.
Il s'installe alors à Paris, où il meurt le 30 avril 1868.